# Tvrdka

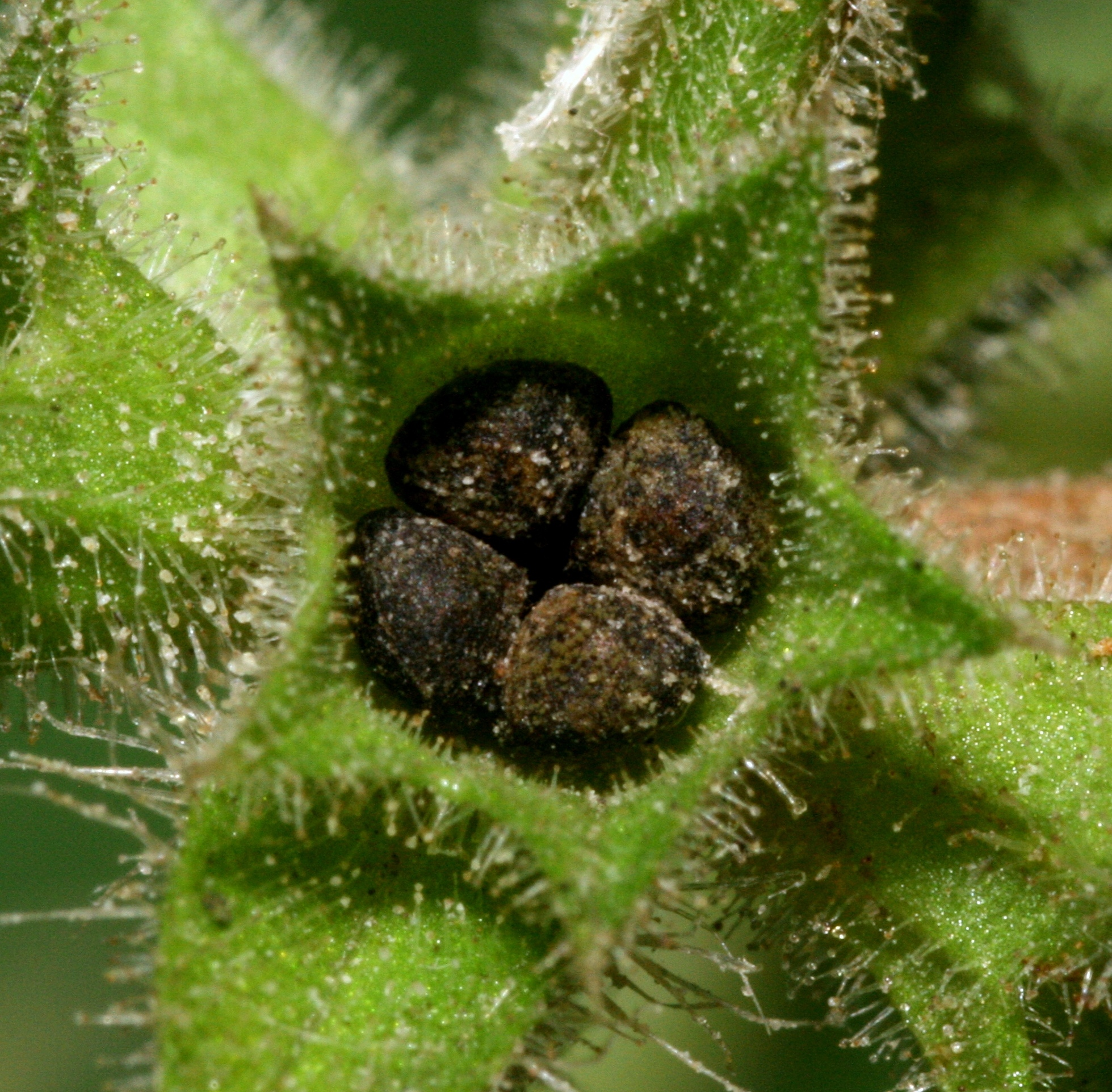
Čtyři tvrdky čistce lesního (Stachys sylvatica) z čeledi hluchavkovité

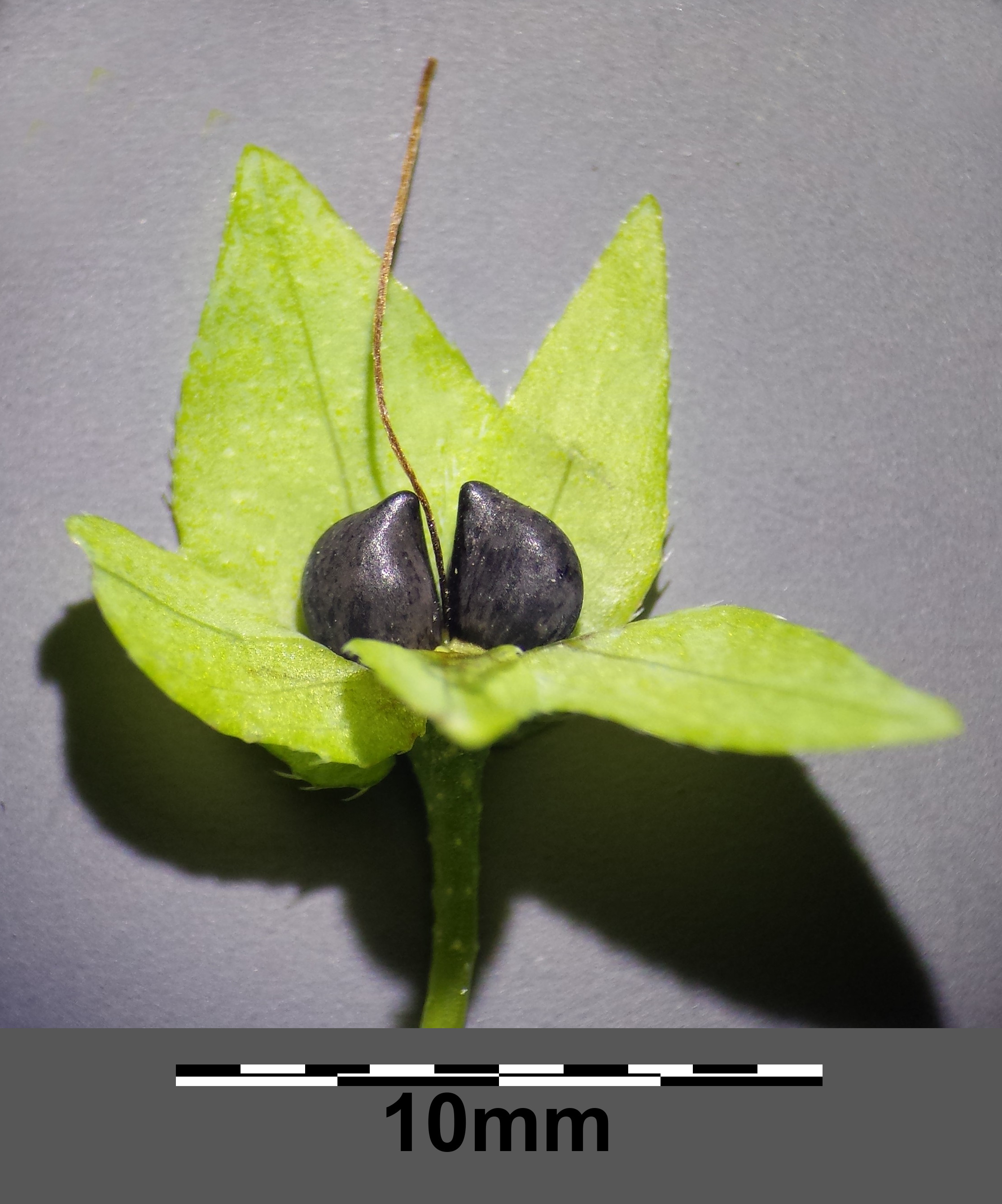
Dvě tvrdky voskovky menší (Cerinthe minor) z čeledi brutnákovité

Tvrdka (latinsky nucula) je název pro speciální druh rozpadavého plodu, tvořeného několika (většinou čtyřmi) suchými plůdky. Tvrdky se formují z pestíku srostlého původně pouze ze dvou plodolistů. Každý z plodolistů je v průběhu vývoje rozdělen nepravou přepážkou na dva díly, čímž vzniká čtyřkomůrkové gyneceum obsahující v každé komůrce po jednom vajíčku. Vyvíjející se plod se při dozrání rozpadá na čtyři samostatné plůdky připomínající nažku,, popřípadě oříšek. Od nažky se tedy tvrdka odlišuje tím, že nevzniká z monomerického nebo pseudomonomerického semeníku (tvořeného jediným plodolistem), nýbrž rozpadem synkarpního semeníku srostlého z několika plodolistů na jednosemenné díly.
V české literatuře je často za schizokarp neboli poltivý plod považován pouze takový rozpadavý plod, v němž počet dílčích plůdků odpovídá počtu plodolistů. Plody, v nichž z jednoho plodolistu vzniká více plůdků, jako je tomu u tvrdky nebo u struku, jsou označovány jako lámavé plody.
V zahraniční odborné literatuře je terminologie poněkud odlišná a za schizokarp jsou označovány všechny rozpadavé plody, formující se z částečně nebo zcela srostlého semeníku (v době opylení) a v době zralosti se rozpadající na jednotlivé plůdky, bez ohledu na to, jestli počet dílčích plůdků odpovídá počtu plodolistů. Speciální termín odpovídající českému termínu tvrdka zde není používán a tyto plody jsou označovány jako schizokarp.
Eremokarp je speciální případ plodu vytvořeného rovněž ze dvou plodolistů, jež ale nejsou druhotně rozdělené nepravou přepážkou. Vzniklý plod, eremokarp, je tvořen pouze dvěma tvrdkami.
Tvrdka je typickým plodem zejména pro zástupce čeledí hluchavkovité (Lamiaceae) a brutnákovité (Boraginaceae), vyskytuje se i u čeledi sporýšovité (Verbenaceae).